# South Greensburg, Pennsylvania
South Greensburg là một thị trấn thuộc quận Westmoreland, tiểu bang Pennsylvania, Hoa Kỳ. Năm 2010, dân số của thị trấn này là 2117 người.